# Йенсен, Эрик Кульд
Э́рик Кульд Йе́нсен (дат. Erik Kuld Jensen; 10 июня 1925, Орхус — 11 апреля 2004, Орхус) — датский футболист и тренер. Выступал на позиции нападающего. Бронзовый призёр Олимпийских игр—1948.

## Карьера

### Клубная
Эрик Кульд Йенсен начинал карьеру футболиста в клубе «Орхус» из своего родного города. В составе «Орхуса» форвард выступал с 1945 по декабрь 1950 года, забил 52 гола в 90 матчах и трижды занимал третье место в чемпионат Дании.
В конце 1950 года Йенсен перешёл во французский «Лилль». В этом клубе нападающий играл 2 с половиной сезона. В сезоне 1950/51 он стал вице-чемпионом Франции, а два года спустя выиграл с «Лиллем» национальный кубок.
Летом 1953 года Эрик Кульд Йенсен стал игроком лионского «Олимпика». «Ткачи» с датчанином в составе в сезоне 1953/54 выиграли Дивизион 2 и на следующий год сумели закрепиться в сильнейшей лиге Франции, заняв 12-е место.
С «Труа» за полтора проведённых в клубе сезона Йенсен проследовал в обратном направлении, поскольку в сезоне 1955/56 команда заняла 18-е место в чемпионате и вылетела в Дивизион 2. Впрочем, одновременно с вылетом из элитного дивизиона команда датского форварда добралась до финала кубка Франции, где уступила «Седану» со счётом 1:3.
С декабря 1956 до лета 1958 года Эрик Йенсен защищал цвета марсельского «Олимпика». По итогам чемпионата 1956/57 провансальцы заняли 6-е место, а год спустя едва не вылетели в Дивизион 2, опередив «Безье» лишь за счёт лучшей разницы мячей. Йенсен же в отличие от своей команды в Дивизионе 1 не удержался, став игроком «Экс-ан-Прованса». В этом клубе футболист и завершил карьеру по окончании сезона 1958/59.

### В сборной
В 6 матчах, сыгранных за молодёжную сборную Дании, Эрик Йенсен забил 5 голов. В те же годы, что и за «молодёжку», с 1947 по 1950, нападающий выступал и за первую сборную. Дебютировал в команде 15 июня 1947 года в матче со Швецией. Последний матч сыграл против Австрии 5 ноября 1950 года, забив в нём единственный гол своей команды. Все 4 матча сборной, в которых форвард принимал участие, были проиграны с общим счётом 3:17
.
В составе олимпийской команды Дании Йенсен принимал участие в Олимпиаде—1948 и стал бронзовым призёром турнира.

### Тренерская
Первым тренерским клубом Эрика Кульда Йенсена стал «Фредериксхавн», который за 2 сезона его руководства занимал 5-е и 8-е места в чемпионате Дании. Затем некоторое время он работал с «Вибю».
В 1967—1968 годах Йенсен возглавлял «Орхус» и в первый сезон сумел удержать команду от вылета. Однако в 1968 году «Орхус» одержал в чемпионате лишь одну победу в 22 матчах и по итогам сезона выбыл во второй дивизион с последнего места.

## Статистика
| Матчи Эрика Йенсена за сборную Дании | Матчи Эрика Йенсена за сборную Дании | Матчи Эрика Йенсена за сборную Дании | Матчи Эрика Йенсена за сборную Дании | Матчи Эрика Йенсена за сборную Дании | Матчи Эрика Йенсена за сборную Дании | Матчи Эрика Йенсена за сборную Дании |
| ------------------------------------ | ------------------------------------ | ------------------------------------ | ------------------------------------ | ------------------------------------ | ------------------------------------ | ------------------------------------ |
| №                                    | Дата                                 | Соперник                             | Счёт                                 | Голы Йенсена                         | Турнир                               |                                      |
| 1                                    | 15 июня 1947                         | Швеция                               | 1:4                                  | -                                    | Товарищеский матч                    |                                      |
| 2                                    | 10 сентября 1950                     | Югославия                            | 1:4                                  | -                                    | Товарищеский матч                    |                                      |
| 3                                    | 15 октября 1950                      | Швеция                               | 0:4                                  | -                                    | Товарищеский матч                    |                                      |
| 4                                    | 5 ноября 1950                        | Австрия                              | 1:5                                  | 1                                    | Товарищеский матч                    |                                      |

Итого: 4 матча / 1 гол; 0 побед, 0 ничьих, 4 поражения.

## Достижения
«Орхус»
- 3-е место в чемпионате Дании (3): 1948/49, 1949/50, 1950/51

«Лилль»
- Вице-чемпион Франции: 1950/51
- Обладатель кубка Франции: 1952/53

«Олимпик Лион»
- Победитель Дивизиона 2: 1953/54

«Труа»
- Финалист кубка Франции: 1955/56